# Masdar
Masdar (àrab: مصدر, Maṣdar, literalment ‘recurs’) és una ciutat ecològica dissenyada i situada en Abu Dhabi, Emirats Àrabs Units. Estarà proveïda per energia solar i el seu objectiu és no només ser sostenible sinó que s'autoabasteixi per si sola. S'està construint a 30 quilòmetres de l'Aeroport Internacional d'Abu Dhabi. 24° 30′ N, 54° 42′ E / 24.500°N,54.700°E

## Història
Masdar serà la primera ciutat 100% ecològica del món. Dissenyada pel gabinet britànic de disseny i arquitectura "Foster & Partners" dirigit per Norman Foster, Masdar serà una ciutat ecològica model, la primera ciutat del món a construir per a una vida "sense emissions de carboni i sense residus".
El projecte Masdar va ser anunciat a l'abril del 2006 pel xeic Mohammed Bin Zayed Al Nahyan, amb la previsió d'arribar als 50.000 habitants l'any 2015.
Masdar no és l'únic projecte d'aquest tipus en marxa, ja que iniciatives de models de ecociudades existeixen per tot el món, com ara el barri BedZED a Londres o la ciutat Dongtan, a la Xina, que competeix amb Masdar en termes de mida.
El lloc combina disseny d'alta tecnologia i antigues pràctiques de construcció per crear un estrany model sostenible, però també reflecteix la mentalitat de comunitat tancada que s'ha estès pel món com una "pandèmia", per així dir. La seva puresa "utòpica" i el seu aïllament de la vida de la ciutat real propera es basen en la convicció que l'única manera de crear una comunitat harmoniosa és aïllar del món d'avui.

## Concepte
La ciutat es concep de forma compacta, amb estrets carrerons de pla ortogonal protegides dels vents calents del desert amb grans murs i ombrejades amb  plaques solars. Els mitjans de transports naturals com caminar i la bicicleta s'afavoriran ia més, per les distàncies llargues, un sistema de transport magnètic permetrà prescindir de cotxes.
El reciclatge serà una màxima en aquesta nova ciutat. El consum d'aigua dolça es reduirà en un 80% substituint-la per dessalada. I es  tractaran per reutilitzar les aigües residuals irrigant camps destinats a l'alimentació ia la producció de biocarburants.
L'energia solar s'explotarà en la major mesura possible per proveir la ciutat d'energia.

## Característiques principals de la ciutat
- Es reduiran les quantitats d'electricitat necessàries per al funcionament de la ciutat.
- S'estima que el 90% de l'electricitat que s'usi serà solar i que la resta es generarà per mitjà de la incineració de deixalles (que produeix molt menys carboni que l'acumulació).
- Igual que moltes universitats d'Orient Mitjà, el barri estarà dividit per sexes. La dones i les famílies viuen en un extrem, mentre que els homes sols ho fan en l'altre. Cada extrem tindrà una petita plaça pública que farà de centre social.
- Què passarà amb les actuacions? Es tancarà Masdar per complet als vehicles de motor a combustió, però es va dissenyar el seu substitut: una xarxa de cotxes elèctrics sota la ciutat (ja que aquesta està elevada 7 metres pel nivell del sòl). Les actuacions tradicionals es veuen detinguts en els límits de la ciutat.
- A la ciutat hi haurà una torre de "vent" per canalitzar per ventilar una plaça pública a la seva base. L'aire serà refredat amb ruixadors d'aigua.
- Una línia de tren lleuger passarà pel centre de Masdar per connectar-lo amb el centre d'Abu Dhabi i proporcionar transport dins de la nova ciutat.